# Mostafa Kamal Tolba
Mostafa Kamal Tolba (en arabe : مصطفى كمال طلبة) (né le 8 décembre 1922 – mort le 28 mars 2016) est un scientifique égyptien qui a été pendant dix-sept ans directeur exécutif du Programme des Nations unies pour l'environnement (PNUE). À ce titre, il dirige l'élaboration du Protocole de Montréal, qui a contribué à éviter la destruction de la couche d'ozone.

## Biographie
Mustafa Kamal Tolba est né dans la ville de Zefta (située dans le gouvernorat de Gharbeya). Diplômé de l'Université du Caire en 1943, il obtient un doctorat de l'Imperial College London cinq ans plus tard. Il crée sa propre école de microbiologie à la Faculté des sciences de l'Université du Caire et enseigne à l'Université de Bagdad dans les années 1950. En plus de sa carrière universitaire, il travaille dans la fonction publique égyptienne.
Après avoir été brièvement président du Comité olympique égyptien (1971-1972), il conduit la délégation égyptienne à la Conférence des Nations unies sur l'environnement de Stockholm en 1972, qui a établi le Programme des Nations Unies pour l'environnement. Il devient directeur exécutif adjoint du PNUE immédiatement après la conférence et, deux ans plus tard, il est promu directeur exécutif du programme.
Au cours de son long mandat de directeur du PNUE (1975-1992), il joue un rôle central dans la lutte contre la destruction de la couche d'ozone, qui culmine avec la Convention de Vienne sur la protection de la couche d'ozone (1985) et le Protocole de Montréal (1987),. Il a permis ces négociations en servant de pont entre les ministres et les scientifiques, puisqu'ils ne se comprenaient pas mutuellement.
Il dirige avec succès les négociations de la Convention de Bâle sur les déchets dangereux transfrontaliers. Il exerce une influence significative dans la création et l'organisation du Groupe d'experts intergouvernemental sur l'évolution du climat et Fonds pour l'environnement mondial. Il dirige les travaux d'élaboration de la Convention sur la diversité biologique.
En 1982, Mostafa K. Tolba, directeur exécutif du programme environnemental des Nations Unies, déclare aux délégués de l'ONU que si les nations du monde poursuivaient leurs politiques actuelles, elles seraient confrontées au tournant du siècle prochain, à « une catastrophe environnementale qui entraînera une dévastation aussi complète et irréversible que n'importe quel holocauste nucléaire ».
Il décède le 28 mars 2016 à Genève à l'âge de 93 ans.

## Publications
Les publications de Tolba comprennent plus de 95 articles sur la pathologie végétale, ainsi que plus de 600 déclarations et articles sur l'environnement.